# Sicista
Sicista (Gray, 1827) è un genere di roditori della famiglia dei Dipodidi, unico della sottofamiglia Sicistinae, comunemente noti come siciste o topi delle betulle.

## Descrizione

### Dimensioni
Al genere Sicista appartengono roditori di piccole dimensioni, con lunghezza della testa e del corpo tra 50 e 90 mm, la lunghezza della coda tra 65 e 110 mm e un peso fino a 14 g.

### Caratteristiche craniche e dentarie
Il cranio presenta un rostro allungato, una scatola cranica rotonda ed è privo di creste sopra-orbitali. La bolla timpanica è relativamente piccola. Il palato si estende oltre l'ultimo molare, mentre i fori palatali sono lunghi e ben pronunciati. Il premolare superiore e l'ultimo molare sono piccoli. Gli incisivi sono lisci.
Sono caratterizzati dalla seguente formula dentaria:

### Aspetto
Il corpo è simile a quello di un piccolo topo. La pelliccia è ruvida, generalmente le parti dorsali sono brunastre talvolta attraversate longitudinalmente da una striscia scura dorsale, mentre le parti ventrali sono più chiare. Le zampe posteriori sono strette ed allungate, il piede ha cinque dita, con l'alluce corto ed il quinto dito notevolmente ridotto. Differentemente dagli altri membri della famiglia non è eccessivamente adattato ad un'andatura saltatoria. La coda è più lunga della testa e del corpo, cosparsa di corti peli e semi-prensile. Le femmine hanno quattro paia di mammelle.

## Distribuzione
Il genere è diffuso nell'Ecozona paleartica, dall'Europa settentrionale attraverso la Russia, il Caucaso e l'Asia centrale fino alla Cina nord-orientale e alla Penisola della Kamčatka.

## Tassonomia
Il genere comprende 19 specie.
- Forme con una striscia scura dorsale.

Sicista betulina
Sicista loriger
Sicista severtzovi
Sicista strandi
Sicista subtilis
Sicista trizona
- Forme senza la striscia scura dorsale.

Sicista armenica
Sicista caucasica
Sicista caudata
Sicista cimlanica
Sicista concolor
Sicista kazbegica
Sicista kluchorica
Sicista napaea
Sicista pseudonapaea
Sicista talgarica
Sicista terskeica
Sicista tianshanica
Sicista zhetysuica